# Masque mortuaire de Napoléon Ier

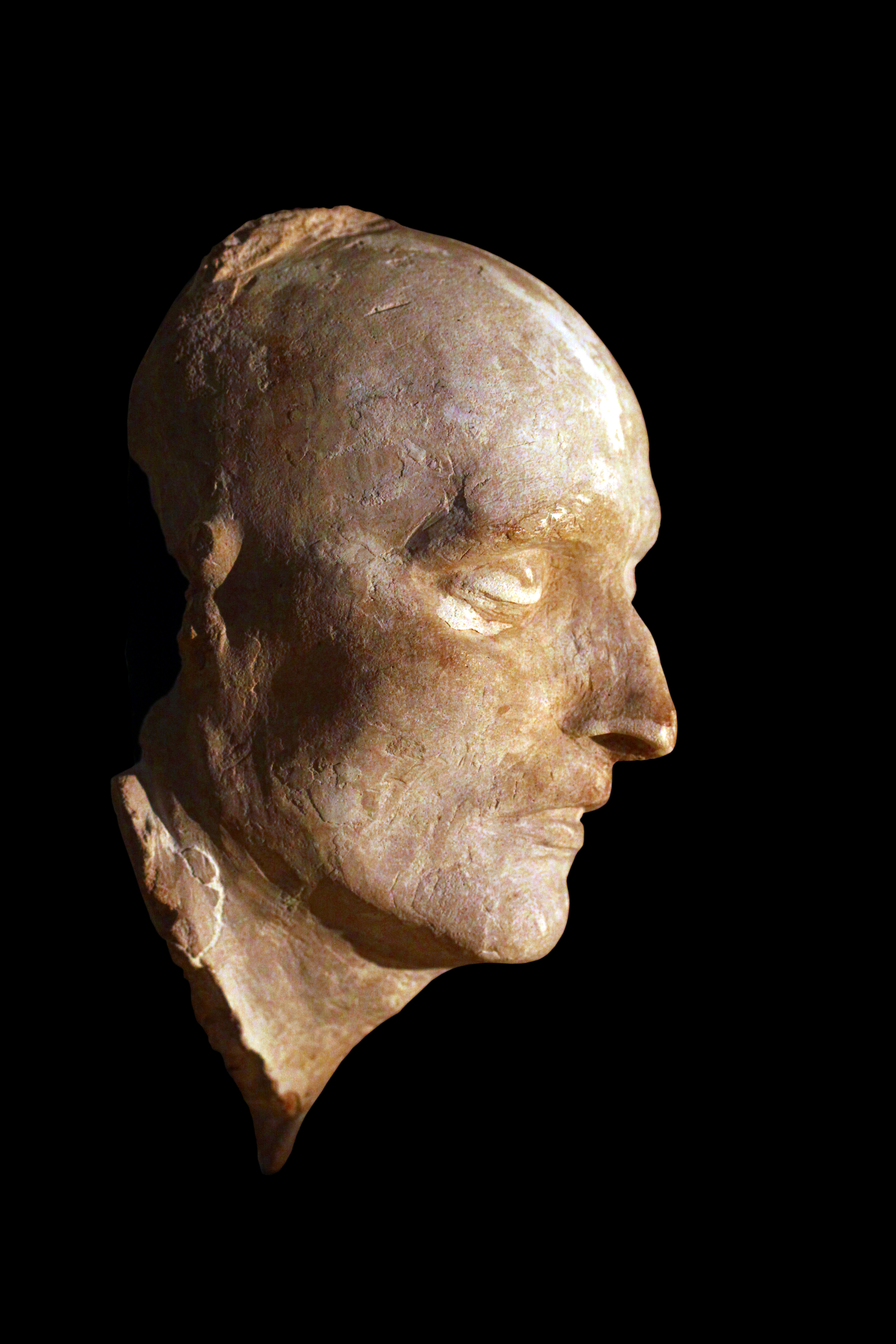
Masque mortuaire de Napoléon par Antommarchi, exemplaire original exposé au Château de Malmaison.

Le masque mortuaire de Napoléon Ier est l'empreinte du visage de l'empereur prise peu après sa mort en 1821 et coulée en plâtre.
Les circonstances de la prise d'empreinte en ont fait un sujet de controverse. Il existe plusieurs masques présentés comme l'authentique empreinte du visage de Napoléon, désignés d'après le nom d'un des médecins de Sainte-Hélène ayant pris l'empreinte : Archibald Arnott, Francis Burton et François Antommarchi. Le masque officiel est le « masque Antommarchi ». L'un des premiers exemplaires du masque est exposé au musée de l'Armée de Paris, celui qui est conservé au musée du château de Malmaison, provenant de la famille Antommarchi, semble être l'empreinte la plus ancienne.

## Histoire du masque
Le 5 mai 1821, Napoléon expire à 17 h 49, son cadavre est placé sous la responsabilité du docteur Arnott par Hudson Lowe, gouverneur de l'île. Il fut décidé de prendre l'empreinte du visage avant l'autopsie, mais l'opération ne pouvait se faire sans plâtre. Malgré la volonté émanant de la comtesse Bertrand d'obtenir une empreinte, les tentatives d'Antommarchi de faire du plâtre à partir de statuettes furent un échec. Le docteur Burton connaissant la région, et sur la permission du gouverneur, se rendit alors dans l'îlot proche de George-Island où il connaissait l'existence d'un gisement de gypse dont il se procura une quantité suffisante pour la fabrication du plâtre nécessaire pour l'empreinte de la tête complète.
Le 7 mai à 16h00, la prise d'empreinte fut réalisée par Burton aidé d'Antommarchi. Mais le visage de l'empereur, qui selon les témoins avait conservé un caractère juvénile le 6 mai au matin, s'était affaissé et déformé le jour suivant sous l'effet du processus de décomposition. Aidé par les domestiques de Longwood, dont le Vaudois Abram Noverraz qui prépara le corps, Burton réalisa les deux empreintes : une de la face et une de l'arrière du crâne. De l'empreinte faciale, bien plus petite, Burton put réaliser un buste facial. Mais l'empreinte crânienne, bien plus volumineuse, prit plus de temps à sécher, et il fut décidé d'un commun accord que le travail de réalisation d'un buste complet serait plutôt accompli en Europe, compte tenu de la mauvaise qualité du plâtre et de son manque d'une quantité suffisante. La comtesse Bertrand souhaita ardemment garder le buste facial chez elle, et, de bonne foi, Burton accepta. Mais son idée était plutôt de l'emballer dans ses bagages afin de faire réaliser le buste complet par le célèbre sculpteur Canova. Antommarchi devait lui remettre cette relique, et l'empreinte crânienne, une fois de retour en Italie. Malgré les protestations du médecin britannique, le buste ne fut pas restitué et Burton, dépité, détruisit l'empreinte crânienne.
|                   |
| Modèle interactif |

|                            |
| Vidéo montrant les volumes |

## Les autres masques

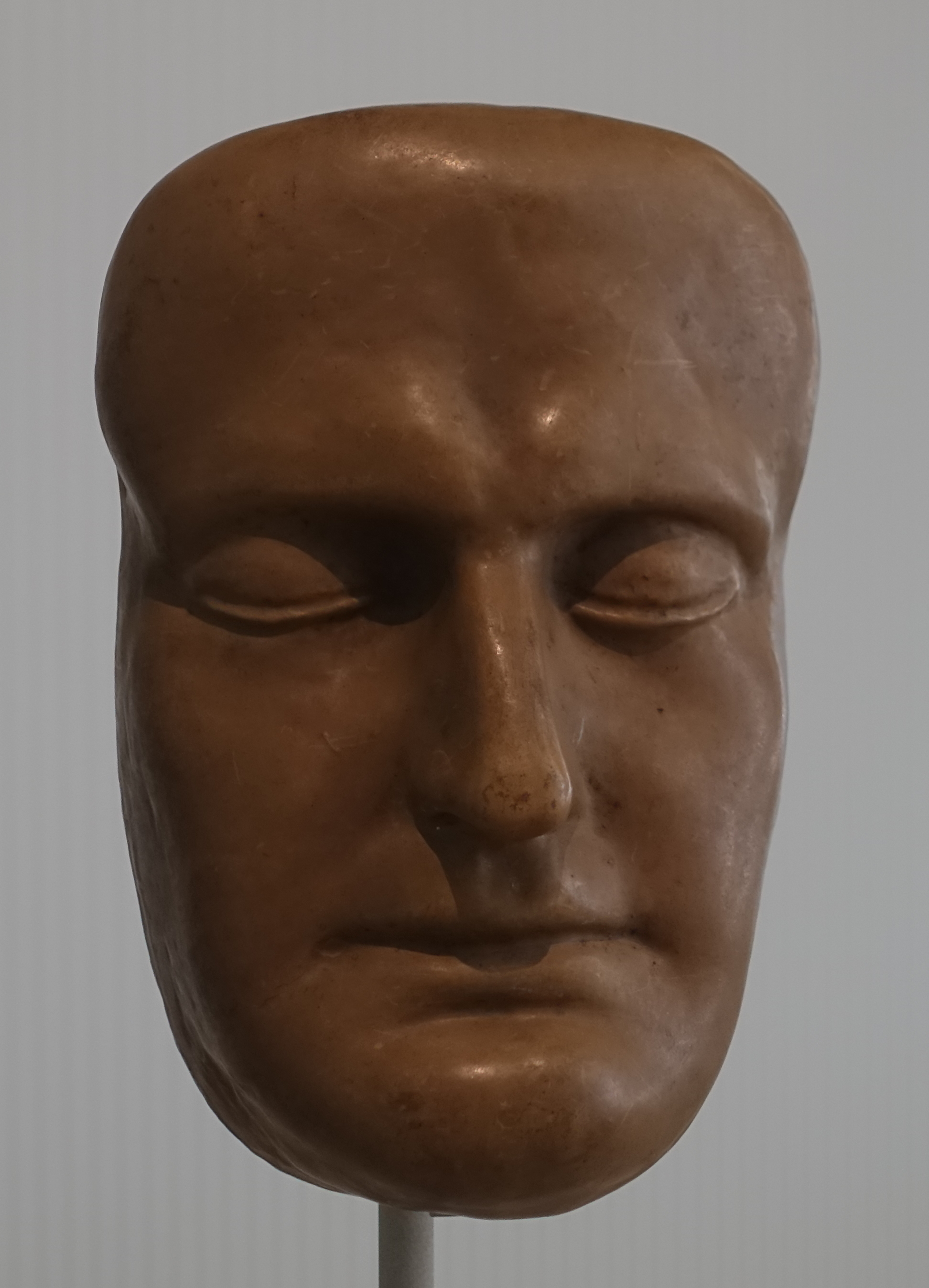
Masque mortuaire de Napoléon attribué à Archibald Arnott (musée Masséna).

À la suite du masque d'Antommarchi, d'autres masques sont apparus au cours des XIXe et XXe siècles, présentés par les défenseurs de leurs authenticités comme d'authentiques empreintes mortuaires de Napoléon. 

### Le «masque Arnott»
Archibald Arnott était un médecin militaire désigné par Hudson Lowe pour soigner Napoléon en avril 1821. Il fut le premier à identifier que le mal dont souffrait l'empereur se situait au niveau de l'estomac. Un masque mortuaire différent de celui d'Antommarchi lui est attribué, sans que celui-ci n'en fasse mention dans ses mémoires. La particularité de ce masque serait d'avoir été moulé en cire et non en plâtre.

## Détournement artistique
L'Avenir des statues (1937) de René Magritte présente le masque mortuaire de Napoléon peint en bleu ciel avec des nuages.